# Arnold Eisler
Arnold Eisler (* 6. April 1879 in Holleschau, Österreich-Ungarn; † 28. Jänner 1947 in New York City) war ein österreichischer Politiker der Sozialdemokratischen Arbeiterpartei Österreichs (SDAP). Im Österreichischen Biographischen Lexikon wurde er 1956 als „ausgezeichneter Jurist und glänzender Redner“ bezeichnet.

## Beruf
Dem Besuch der Mittelschule in Kremsier in Mähren folgte 1898 bis 1902 das Studium der Rechte an der Universität Wien. Nach sechs Jahren Tätigkeit als Rechtsanwaltskonzipient war Arnold Eisler von 1909 an als Rechtsanwalt in Graz und ab 1925 in Wien tätig. Er war Anwalt für das Land Steiermark und Anwalt der städtischen Straßenbahnen in Wien. 1917 veröffentlichte Eisler im Verlag der Grazer Buchhandlung „Arbeiterwille“ in der Reihe „Gemeinverständliche Darstellungen österreichischer Gesetze“ eine Arbeit mit dem Titel "Oesterreichisches Erbrecht".
Am 3. Mai 1919 wurde Eisler als Ersatzmitglied des provisorischen Verfassungsgerichtshofs (VfGH) bestellt. Per 20. Juli 1921 wählte ihn der Bundesrat zum Ersatzmitglied des VfGH, am 5. Dezember 1924 zum ordentlichen Mitglied dieses Gerichtshofs. Eislers Funktion endete am 15. Februar 1930. Die konservative Bundesregierung hatte die "Entpolitisierung" des VfGH betrieben und Richtermandate als beendet erklärt, da auf Grund einer Verfassungsänderung nunmehr der Bundespräsident die Verfassungsrichter zu ernennen hatte.

## Politik
- Mitglied des Gemeinderates von Graz
- Abgeordneter zum Steiermärkischen Landtag
- 6. November 1918 – 30. Juni 1919 und 13. Juli 1920 – 26. November 1920: Landesrat (= Landesregierungsmitglied) in der Steiermark[2]
- 4. März 1919 – 9. November 1920: Mitglied der Konstituierenden Nationalversammlung
- 17. Oktober 1919 – 7. Juli 1920: Unterstaatssekretär im Staatsamt für Justiz in der Staatsregierung Renner III (Die Angabe auf der Parlamentswebsite, Eisler sei bis 20. November 1920 Unterstaatssekretär gewesen, ist, wie damalige Berichte über die Wahl der Staatsregierung Mayr I zeigen, irrig.)
- 10. November 1920 – 1. Oktober 1930 und 2. Dezember 1930 – 17. Februar 1934: Abgeordneter zum Nationalrat

Eisler war somit in der Ersten Republik durchgehend als sozialdemokratischer Parlamentarier tätig, vorerst für den Wahlkreis Obersteier, später für Graz und Umgebung.

## Flucht
Arnold Eisler wurde im Frühjahr 1938 im Zuge des „Anschlusses“ Österreichs an das nationalsozialistische Deutsche Reich von der Gestapo verhaftet und mehrere Wochen festgehalten.
Nach seiner Enthaftung bot er seinem ebenfalls verhaftet gewesenen Kollegen Adolf Schärf im Juni 1938 an, seine Wohnung und Kanzlei in Wien 8., Skodagasse 1, zu übernehmen, bevor er das Land verließ. Schärf wohnte dann dort bis zu seinem Tod. Die Übergabe von Eisler an Schärf konnte von Kritikern nach 1945 nicht als   Arisierung eingestuft werden.
Im Herbst 1938 konnte Eisler über die Tschechoslowakei, die Schweiz, Frankreich und die Westindischen Inseln flüchten und traf am 4. Februar 1941 zusammen mit seiner Frau Ida und Tochter Lisbeth in die Vereinigten Staaten ein. Die drei kamen mit dem Schiff SS Oriente von Havanna nach New York.
In den USA gehörte Eisler dem Vorstand der Sozialisten Österreichs in Amerika an.